# 西圓寺 (大垣市)
西圓寺（さいえんじ）は岐阜県大垣市にある浄土真宗の寺院で、山号は得生山。教如ゆかりの寺で、戦国時代から江戸時代初期にかけて西濃地域における浄土真宗の触頭として重きをなした。
伝教大師最澄により弘仁2年(811年)に天台宗の寺院として開かれたと伝わるが、永仁3年(1295年)に住職の如信が覚如に帰依し、嘉暦2年(1327年)に住職の真海が浄土真宗寺院に改めた。
文明2年(1470年)に蓮如が逗留し、教化を行ったとされる。その際の遺跡として上人お手植えの菩提樹と腰かけ石が伝わっている。
戦国時代には美濃国の浄土真宗を統括し、大きな勢力を誇っていた。現在寺の周りを取り巻いている堀はその折に斎藤道三により築かれたもので道三掘と呼ばれている。
慶長5年(1600年)の関ヶ原の戦いの際には帰洛を目指す教如を助け、住職であった賢秀が身代わりとなり落命している。
浄土真宗の東西分裂に際しては東本願寺について、その触頭として島御坊と呼ばれていたが、その任を平尾御坊願證寺に譲った。
寛政12年(1800年)に火災に遭い伽藍を焼失。現在の堂宇はその後再建されたものである。